# 中豐路 (桃園市)
中豐路，為臺灣桃園市的主要道路，南北縱貫中壢、平鎮、龍潭三區。路線北起中壢區環北路，與中豐北路相接；南止桃園、新竹交界，接續新竹縣關西鎮中豐新路。全線以龍潭區大昌路分為兩部分，以北屬於市道113號，以南屬於臺3線。路名取自於早期山線中壢通往豐原的幹道而得名之。
中豐路是南桃園最重要的道路之一，也是桃園市公車班次最密集的五大幹線之一，平日尖峰時段多為車多擁擠的情況。未來的桃園捷運橘線預計將有一部分沿著此路運行。

## 分段

### 中壢區
起於環北路，以北與中豐北路相接。止於中正路與中原路相接，未來納編中原路後，改止於中壢、平鎮區界。
- 中豐路，中豐北路─中正路
- 中豐路中原段，中正路─中壢、平鎮區界，未來納編中原路而成[2]。

### 平鎮區
起於延平路 (中壢區)；止於平鎮、龍潭區界。過了平鎮、龍潭區界接龍潭區中豐路，未來納編中原路後，改起於中壢、平鎮區界。
- 中豐路中原段，中壢、平鎮區界─延平路，未來由中原路改編而成。[2]
- 中豐路：延平路─關爺西路，未來將改成中豐路北勢一段。[2]
- 中豐路一段：關爺西路─老街溪，未來將改成中豐路北勢二段。[2]
- 中豐路南勢一段：老街溪─南平路
- 中豐路南勢二段：南平路─三興路
- 中豐路莊敬段：三興路─日星街（過去稱中豐路南勢三段）
- 中豐路山頂段：日星街─平鎮、龍潭區界

### 龍潭區
起於平鎮、龍潭區界；止於桃園、新竹交界
- 中豐路：平鎮、龍潭區界─大昌路，未來將改成中豐路烏林段。[2]
- 中豐路中山段：大昌路─龍潭大池
- 中豐路上林段：龍潭大池─民生路
- 中豐路高平段：民生路─桃園、新竹交界

## 主要結點
- 元化路
- 中美路
- 中央西路
- 中山路 (中壢區)
- 中正路 (中壢區)
- 延平路 (中壢區)
- 環南路 (平鎮區)
- 台66線快速道路
- 南東路
- 南平路
- 大昌路
- 中正路
- 龍源路